# 早安隆回
《早安隆回》是由袁树雄创作并演唱的一首网络歌曲，收录于2020年发行的同名专辑《早安隆回》，该歌曲于2022年底在中国内地网络爆红。

## 简介
袁树雄是湖南省邵阳市隆回县人，此前在音乐这条路上一直没有什么成绩。2011年起，在隆回县担任县文化馆的音乐骨干。2020年底，在新冠疫情期间，袁树雄自称为了“鼓励大家重拾对生活的信心，祈祷家乡人民平安幸福快乐”，创作了《早安隆回》。
《早安隆回》经历了两次走红，第一次是2022年3月香港疫情暴发期间，一名网友用这首歌配上了内地援港物资的画面，拍成了抖音作品。随着视频在网络平台流传，《早安隆回》播放量突破了1个亿。第二次是有网友把歌曲配上2022年世界杯决赛夜，阿根廷国家足球队夺冠后梅西捧起大力神杯走上领奖台的画面，随后迅速风靡中国内地网络。歌曲日新增点击量在10亿次以上，总播放量突破100亿。
歌曲爆红后，袁树雄获邀参加2022-2023湖南卫视跨年晚会，在节目现场向全国观众表演。其后，经中央广播电视总台台长慎海雄提议，该歌曲被改编成《早安，阳光》，登上2023年央视春晚，由全国各行业百姓歌手合唱。

## 争议
《早安隆回》被部分网友批评是“拼凑之作”、“涉嫌抄袭的口水歌”、“歌词情感混乱”，部分歌词源自逃跑计划歌曲《夜空中最亮的星》，将“隆回”二字换成任何一处地名，丝毫不会影响歌曲的逻辑，编曲与全球大热的德语歌曲《Aloha Heja He》相似，副歌旋律与《冬天里的一把火》《歌声与微笑》相似。袁树雄本人回应，“不懂音乐的人就可能说我抄袭，但这也没关系，我尊重他们的表达自由，我能坦然地接受外界的一切评价。”“我想当今社会很需要这种积极、阳光的东西。尽管是早安隆回，其实折射的是整个中国。所表达的情感，更是没有国界”。“我想它的成功主要是有一种正能量。现在社会很需要正能量。”